# 볼보 B7RLE
볼보 B7RLE(영어: Volvo B7RLE)는 볼보버스에서 2001년부터 생산 중인 버스이다.

## 경쟁 차종
자일대우
- 대우 BS110CN 로얄논스텝
- 대우 BS110ML 로얄논스텝
- 자일대우 BS110 뉴 로얄논스텝
- 대우 BS120CN 로얄논스텝

현대자동차
- 현대 블루시티
- 현대 저상 슈퍼에어로시티
- 현대 저상 뉴 슈퍼에어로시티